# 大秦町
大秦町（たいしんちょう）は神奈川県秦野市の地名・町名。丁目の設定がない単独町名である。同市の8地区の分類では南地区。

## 地理
水無川が北隣の本町との境界線上を通っている。小田急小田原線秦野駅が大秦町と今川町にまたがっている。

## 世帯数と人口
2023年（令和5年）4月1日現在（秦野市発表）の世帯数と人口は以下の通りである。
| 町丁   | 世帯数  | 人口  |
| ------ | ------- | ----- |
| 大秦町 | 171世帯 | 329人 |

### 人口の変遷
国勢調査による人口の推移。
| 年                 | 人口 |
| ------------------ | ---- |
| 1995年（平成7年）  | 477  |
| 2000年（平成12年） | 378  |
| 2005年（平成17年） | 391  |
| 2010年（平成22年） | 368  |
| 2015年（平成27年） | 366  |
| 2020年（令和2年）  | 342  |

### 世帯数の変遷
国勢調査による世帯数の推移。
| 年                 | 世帯数 |
| ------------------ | ------ |
| 1995年（平成7年）  | 168    |
| 2000年（平成12年） | 142    |
| 2005年（平成17年） | 171    |
| 2010年（平成22年） | 169    |
| 2015年（平成27年） | 174    |
| 2020年（令和2年）  | 176    |

## 学区
市立小・中学校に通う場合、学区は以下の通りとなる（2021年5月時点）。
| 大字   | 番地 | 小学校               | 中学校               |
| ------ | ---- | -------------------- | -------------------- |
| 大秦町 | 全域 | 秦野市立南が丘小学校 | 秦野市立南が丘中学校 |

## 事業所
2021年（令和3年）現在の経済センサス調査による事業所数と従業員数は以下の通りである。
| 町丁   | 事業所数 | 従業員数 |
| ------ | -------- | -------- |
| 大秦町 | 73事業所 | 855人    |

### 事業者数の変遷
経済センサスによる事業所数の推移。
| 年                 | 事業者数 |
| ------------------ | -------- |
| 2016年（平成28年） | 88       |
| 2021年（令和3年）  | 73       |

### 従業員数の変遷
経済センサスによる従業員数の推移。
| 年                 | 従業員数 |
| ------------------ | -------- |
| 2016年（平成28年） | 1,108    |
| 2021年（令和3年）  | 855      |

## 交通

### 鉄道
- 小田急小田原線秦野駅下車すぐ

秦野駅の名称は、開通当時に運行されていた湘南軌道の「秦野」駅と区別するために「大秦野（おおはたの）」駅であった。

## 周辺
- 小田急小田原線秦野駅
- 水無川
  - まほろば大橋
  - 平成橋
- 弘法の清水
  - 環境庁選定「全国名水100選」の一つ、秦野盆地湧水群の中でも特に有名な湧水[16]。

- グランドホテル神奈中 秦野
- クリエイトS･D大秦町店

## その他

### 日本郵便
- 郵便番号 : 257-0034[3]（集配局 : 秦野郵便局[17]）。